# 魏金水
魏金水（1906年5月26日—1992年8月11日），曾用名吕在林，男，汉族，福建省龙岩县（今福建省龙岩市新罗区）西陂條圍村人，中华人民共和国政治人物。

## 生平
1928年，魏金水参加当地农民协会，次年，加入中国共产党，任红十九军团政委，后长期指挥龙岩地方武装。1934年中国工农红军长征后，在当地坚持游击战十五年，创建中国人民解放军闽粤赣边纵部队。1945年6月，闽粤边军事委员会成立，魏金水任主席。
中华人民共和国成立后，逐级升任福建省人民委员会省长、中共福建省委书记，1982年后离休，任中顾委委员。
1992年8月，在福州逝世。